# Hermann Munk

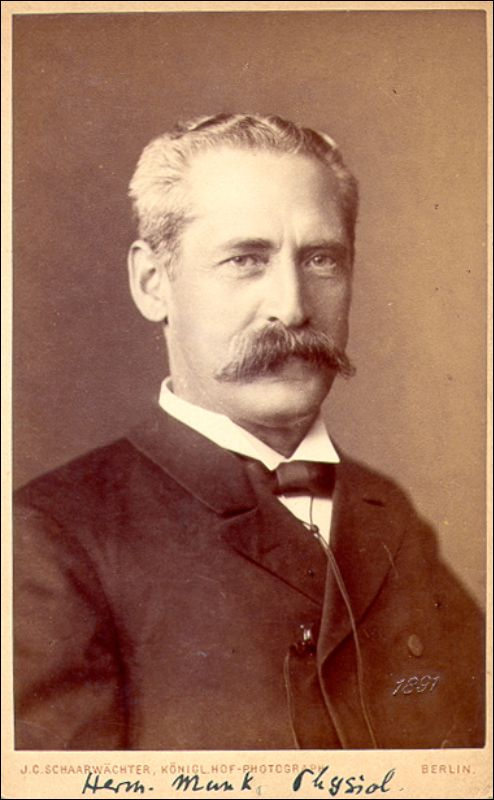
Hermann Munk

Hermann Munk, född 3 februari 1839 i Posen, död 10 januari 1912 i Berlin, var en tysk fysiolog.
Munk blev 1859 medicine doktor, 1862 docent och 1869 e.o. professor i Berlin samt var 1876-1908 lärare i fysiologi vid veterinärhögskolan där. Hans tidigare arbeten berör huvudsakligen den allmänna nerv- och muskelfysiologin. Dessa är dels införda i "Archiv für Anatomie und Physiologie", dels särskilt utgivna (Untersuchungen über das Wesen der Nervenenegung, 1868). Senare ägnade han sig nästan uteslutande åt studiet av hjärnans förrättningar. Hans arbeten åt detta håll, av vilka en del är samlad under titeln Ueber die Functionen der Grosshirnrinde (1881, 1890), föranledde ett långvarigt meningsutbyte mellan honom och flera andra fysiologer.